# فرودگاه پونتا ایسلیتا
فرودگاه پونتا ایسلیتا (به انگلیسی: Punta Islita Airport) یک فرودگاه همگانی با کد یاتا PBP است که یک باند فرود شن دارد و طول باند آن ۸۰۰ متر است. این فرودگاه در کشور کاستاریکا قرار دارد و در ارتفاع ۲ متری از سطح دریا واقع شده است.